# Karin Smirnoff (1880–1973)

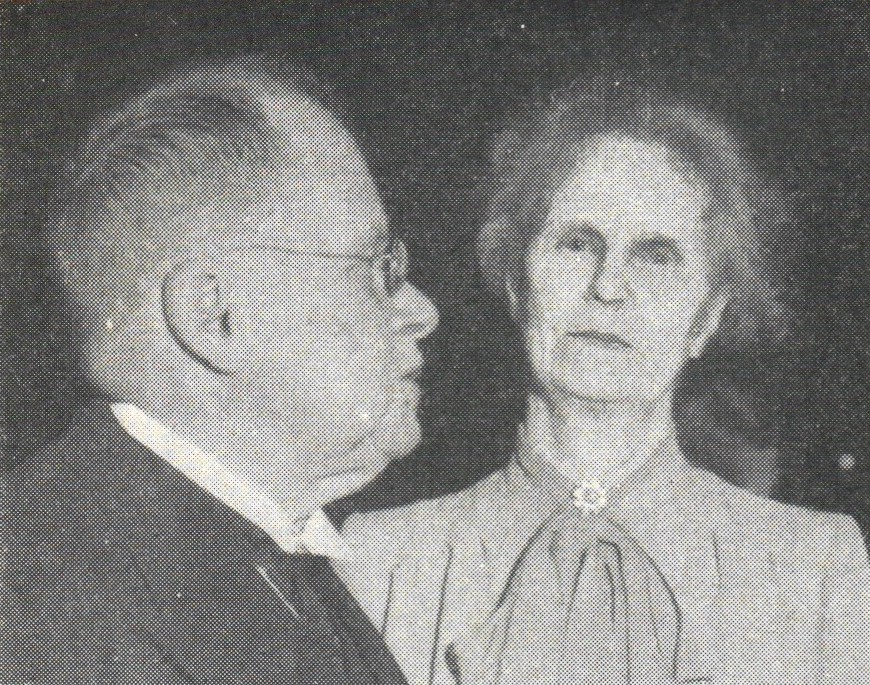
Karin och Vladimir Smirnoff vid Stockholms stads högtidsfest i Stadshuset till 100-årsminnet av August Strindbergs födelse, 1949.

Karin Smirnoff, född Strindberg 26 februari 1880 i Stockholm, död 10 maj 1973 på samma plats, var en finlandssvensk författare och dramatiker. Hon var dotter till August Strindberg och Siri von Essen.

## Biografi
Smirnoff utbildade sig till lärarinna i Finland och kom senare att vistas i Sverige. Hon gifte sig 1911 med bolsjeviken Vladimir Smirnov, som då var e.o. lektor i ryska vid Helsingfors universitet och senare blev sovjetisk revolutionär och diplomat. Vladimir Smirnov, alias Paulsson, var en av bolsjevikernas nyckelagenter som dirigerade den underjordiska trafiken av brev, vapen, pengar och revolutionärer genom Skandinavien och Finland.  Hans hem i Helsingfors blev den viktigaste mellanstationen för revolutionärer på väg till och från Ryssland, däribland Lenin och Trotskij (1907). 
Karin var Strindbergs älsklingsdotter. Själv upplevde hon inte fadern med samma värme. När hennes mor berättade för sin elvaåriga dotter att föräldrarna skulle skiljas och att far aldrig mer skulle komma tillbaka, greps hon av känslor av trygghet och ro.
Smirnoffs författarskap kännetecknas av ett starkt psykologiskt intresse som särskilt är inriktat på mer eller mindre patologiska själstillstånd. Hon gav ut två böcker om sina föräldrar och har vunnit erkännande för ”sin djupa insikt om faderns psyke”. Hon skrev också ett manuskript till en tredje bok, Strindbergs finländska familj, som dock aldrig kom att publiceras. I sina böcker tar hon sin mors parti mot faderns förtal. Hon var övertygad om att Strindberg var sinnessjuk.
Ett av Smirnoffs skådespel, Ödesmärkt (1923), gestaltar homosexuell åtrå. Det uppfördes efter tio år, 1933, på Bryssels experimentteater och har sedan fått vänta till 1999 innan det återuppfördes på Nya Pistolteatern i samband med Strindbergfestivalen i Stockholm. 24 september 2014 gjordes den som radiopjäs i Yle Radio Vega i Finland i regi och bearbetning av Marielle Eklund-Vasama.
Karin Smirnoff är begravd på Sigtuna kyrkogård.

### Postum utgivning
- Under ansvar & Ödesmärkt / red. Julia Dahlberg, Kajsa Heselius, Ylva Larsdotter, Maria Lival-Juusela, Rita Paqvalén, Hedvig Rask. Helsingfors: Schildts & Söderströms. 2013. Libris 14673965. ISBN 9789515232120

### Varia
- Strindbergs första hustru. Stockholm: Bonnier. 1925. Libris 81381
  -  Faksimilupplaga. Stockholm: Forum. 1977. Libris 7254311. ISBN 91-37-06510-6
  -  Strindbergs förste Hustru / oversat af Mary Hennings. København: Branner. 1948. Libris 3055398 - Andra reviderade upplagan samma år med titeln: Strindbergs første Hustru d.v.s. Siri von Essen.
- Så var det i verkligheten : bakgrunden till Strindbergs brevväxling med barnen i första giftet  : skilsmässoåren 1891-92. Stockholm: Bonnier. 1956. Libris 601769

## Priser och utmärkelser
- 1917 – Tollanderska priset